# Евдокс (лунный кратер)
Кратер Евдокс (лат. Eudoxus) — сравнительно молодой ударный кратер на видимой стороне Луны, лежащий на востоке от северной оконечности гор Кавказ, в гористой местности между Морем Ясности и Морем Холода. Назван в честь древнегреческого математика и астронома Евдо́кса Кни́дского (ок. 408 год до н. э. — ок. 355 год до н. э.). Название утверждено Международным астрономическим союзом в 1935 году. Кратер сравнительно молод, образование его относится к коперниковскому периоду.

## Описание кратера
На севере от кратера находится кратер Аристотель, на юге — остатки кратера Александр, на юго-западе лежит небольшой кратер Ламек, на востоке располагается Озеро Смерти. Между Озером Смерти и кратером Евдокс находятся с трудом различимые остатки древнего кратера диаметром приблизительно 75 км. Селенографические координаты центра кратера 44°16′ с. ш. 16°14′ в. д. / 44,27° с. ш. 16,23° в. д., диаметр 70,16 км, глубина 4,35 км.
Кратер полигональной формы, с высоким альбедо, имеет сохранившуюся систему лучей. Вал кратера нарушен множеством разломов, на востоке поднимается более чем на 3600 м над дном чаши, на западе имеет высоту более 3300 м. От северной части вала отходит приметная долина. Внутренний склон кратера террасовидный, внешний откос слегка разрушен. Центральный пик в явном виде отсутствует, вместо него в центре чаши кратера находится скопление небольших холмов, состоящих из анортозита, габбро-норито-троктолитового анортозита с содержанием плагиоклаза 85-90 % (GNTA1) и 80-85 % (GNTA2). Дно чаши кратера сравнительно ровное, пересеченное цепочками холмов. Объем кратера составляет приблизительно 3900 км³.

## Сателлитные кратеры
| Евдокс | Координаты                                            | Диаметр, км |
| ------ | ----------------------------------------------------- | ----------- |
| A      | 45°50′ с. ш. 20°05′ в. д. / 45,83° с. ш. 20,09° в. д. | 13,5        |
| B      | 45°40′ с. ш. 17°21′ в. д. / 45,66° с. ш. 17,35° в. д. | 7,7         |
| D      | 43°21′ с. ш. 13°13′ в. д. / 43,35° с. ш. 13,22° в. д. | 9,4         |
| E      | 44°24′ с. ш. 21°10′ в. д. / 44,40° с. ш. 21,17° в. д. | 5,7         |
| G      | 45°25′ с. ш. 18°47′ в. д. / 45,41° с. ш. 18,78° в. д. | 6,6         |
| J      | 40°48′ с. ш. 20°17′ в. д. / 40,80° с. ш. 20,29° в. д. | 4,0         |
| U      | 43°53′ с. ш. 20°16′ в. д. / 43,88° с. ш. 20,26° в. д. | 3,5         |
| V      | 43°03′ с. ш. 18°49′ в. д. / 43,05° с. ш. 18,81° в. д. | 4,4         |

- Кратер Евдокс и сателлитный кратер Евдокс A включены в список кратеров с яркой системой лучей Ассоциации лунной и планетарной астрономии (ALPO)[6].

- Сателлитный кратер Евдокс A включен в список кратеров с темными радиальными полосами на внутреннем склоне Ассоциации лунной и планетарной астрономии (ALPO)[7].